# Ніколас Реветт

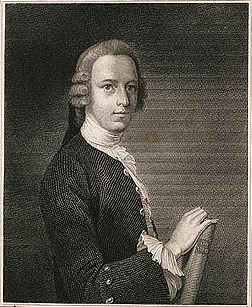
Ніколас Реветт

Ніколас Реветт (англ. Nicholas Revett, 1720 — 3 червня 1804) — британський архітектор та художник.

## «Старожитності Афін»
В Італії познайомився із архітектором та художником Джеймсом Стюартом. В 1748 році Стюарт приєднався до Реветта, Гевіна Гамільтона і архітектора Метью Бреттінгема під час поїздки в Неаполь. Для Товариства дилетантів вони вивчали стародавні руїни. Звідти вони подорожували через Балкани і порт Пулу до Греції. Відвідали Салоніки, Афіни та іонічний храм на річці Іліссос, паралельно створюючи точні вимірювання та малюнки старожитностей.
Після повернення до Лондона в 1755 році Стюарт і Реветт 1762 року опублікували роботу «The Antiquities of Athens and Other Monuments of Greece». Тільки перший том праці містив понад 500 описів. Саме ця робота стала предтечею виникнення стилю грецького відродження в європейському мистецтві.

## Основні роботи
- James Stuart, Nicholas Revett, Frank Salmon. The antiquities of Athens. — London : by John Haberkorn, MDCCLXIL (=1789). — 496 с. — ISBN 1568987234.
- Richard Chandler, Nicholas Revett. Travels in Asia Minor and Greece. — London : Clarendon press, 1825. — 364 с. — ISBN 0719007720.